# Lise Élina
Lise Élina est une journaliste française de radio et de télévision, également actrice, née le 4 juillet 1913 à Paris et morte le 12 septembre 1993 à Boulogne-Billancourt.

## Biographie
Après quelques petits rôles au cinéma, Lise Élina se fait remarquer en interprétant le personnage de Lisette Duraton dans le feuilleton radiophonique La Famille Duraton créé par Radio Cité en 1936. Elle devient dès lors radio-reporter et animatrice, participant notamment à l'émission Le Crochet radiophonique. Parallèlement, elle écrit dans le magazine de cinéma Pour vous. En 1939, elle apparait dans La Règle du jeu de Jean Renoir, où elle joue une radio-reporter qui tente d'interviewer le héros André Jurieux : « Vous avez bien quelque chose à nous dire. Trouvez quelque chose. Dites-leur n'importe quoi ! Qu'vous êtes content ! » 
Lise Élina, après la guerre, travaille à la RTF, pour la radio, puis pour la télévision. À la télévision, elle est notamment coproductrice et animatrice  des émissions théâtrales Les Trois Coups et Place au théâtre, et collabore avec Paul-Louis Mignon et Max Favalelli.
Lise Élina a publié, en 1978, un livre de souvenirs très détaillé, Le Micro et moi. 

## Filmographie
- 1932 : Ne sois pas jalouse d'Augusto Genina
- 1932 : Conduisez-moi Madame d'Herbert Selpin : elle-même
- 1932 : Les Trois Mousquetaires d'Henri Diamant-Berger
- 1939 : La Règle du jeu de Jean Renoir : la radio-reporter à l'aérodrome

## Publication
- Lise Élina, Le Micro et moi, De Lisette Duraton à Lise Élina, Pierre Horay, Paris, 1978 (couverture de Le Micro et moi ; sommaire)